# Agrothereutes cimbcivorus
Agrothereutes cimbcivorus là một loài tò vò trong họ Ichneumonidae.